# Спанья (станция метро)
Спа́нья (итал. Spagna) — станция линии А римского метрополитена. Открыта в 1980 году. Представляет собой подземную станцию с двумя платформами в отдельных туннелях. Станция оборудована эскалаторами, видеокамерами и лифтом для инвалидов. Рядом со станцией расположена автомобильная парковка.

## Достопримечательности
Вблизи станции расположены:
- Пьяцца ди Спанья
- Вилла Медичи
- Виа деи Кондотти
- Виа дель Бабуино

## Наземный транспорт
Автобусы: 119.